# La Fée aux fleurs
La Fée aux fleurs, známý také pod názvem La Fée des fleurs, je francouzský němý film z roku 1905. Režisérem je Gaston Velle (1868–1948). Film trvá necelé 2 minuty.

## Děj
Film zachycuje mladou dívku, jak dokáže rychle pěstovat květiny u svého okna pomocí kouzelné konve.